# TV Mainzlar
Der TV 1905 Mainzlar wurde im Jahre 1905 gegründet und ist ein Sportverein des Ortsteils Mainzlar der hessischen Stadt Staufenberg. Er ist überregional bekannt durch seine Frauenhandballmannschaft, die lange Zeit in der Bundesliga spielte. Die Eisstock-Abteilung des TVM ist mit zwei Mannschaften in der Bundesliga West und einer Mannschaft in der Senioren-Oberliga vertreten. Hinzu kommen Teilnahmen an der Deutschen Meisterschaft und am Deutschen Pokal.

## Der Verein
Der Verein hat rund 850 Mitglieder und ist in neun Abteilungen organisiert: Breitensport, Aktivpark, Handball, Tennis, Eisstockschießen, Gymnastik, Kinderturnen, Tanzen und Karneval.

## Die Handballerinnen des TV Mainzlar
Der Aufstieg der Mainzlarer Handballerinnen begann 1985 mit dem Aufstieg in die 1. Bezirksliga, dem die Aufstiege in die Ober- und Regionalliga folgten. 1990 erreichte der TV Mainzlar die 1. Bundesliga. Im Viertelfinale um die deutsche Meisterschaft 1991/92 bezwang die Mannschaft den amtierenden deutschen Meister TuS Walle Bremen in eigener Halle mit 21:19, unterlag aber im Gesamtergebnis knapp mit einem Tor.
Insgesamt drei Mal war der TV Mainzlar im Europapokal vertreten. Zu einem Höhepunkt zählte dabei der erste Auswärtsauftritt am 19. November 1994, als die Mannschaft beim mazedonischen Vertreter Vardar Skopje vor mehr als 4000 Zuschauern ein 24:24-Unentschieden erreichte und in das Viertelfinale des City-Cups einzog. Dort unterlag man knapp dem kroatischen Vertreter Granicar Djurdjevac. Ein Tiefpunkt in der Geschichte des Vereins war im Februar 2001 der kampflose Abschied aus dem Europapokal der Pokalsieger, als sich der Verein nicht in der Lage sah, den Auswärtsauftritt beim russischen Vertreter Kuban Krasnodar zu finanzieren.
Dem Rückschlag im Februar folgte im Juni 2001 der größte Erfolg der Vereinsgeschichte. Nachdem der TV im Jahr zuvor noch im Finale des DHB-Pokals am HC Leipzig gescheitert war, setzte er sich 2001 in Riesa nach Verlängerung und dreimaligem Siebenmeterschießen mit 45:44 gegen Bayer Leverkusen durch. In diesem Spiel erzielte Mainzlars Torjägerin Monika Ludmilová 27 Treffer.
In der Bundesliga, wo die Mannschaft jahrelang im mittleren Tabellenbereich spielte, begann in der Saison 2003/04 der Abstiegskampf. Der TV erreichte in der Saison den vorletzten Tabellen- und damit einen Abstiegsplatz. Er konnte die Klasse jedoch halten, weil dem hessischen Konkurrenten TV Lützellinden aus wirtschaftlichen Gründen die Bundesliga-Lizenz entzogen wurde. Ein Jahr später konnte auch die Reaktivierung von Monika Ludmilová, die Anfang Februar 2005 ihren Rücktritt erklärt hatte, nicht mehr den Abstieg verhindern: Mit zwei Niederlagen in den Abstiegs-Play-Offs gegen den VfL Oldenburg (25:33, 24:30) verabschiedete sich der TV Mainzlar aus der 1. Bundesliga.
In der Saison 2005/06 wäre dem Abstieg aus der 1. Bundesliga beinahe der Abstieg aus der 2. Liga in die Regionalliga gefolgt. Im Januar 2006 übernahm jedoch Jürgen Gerlach das Traineramt und schaffte es über den Umweg der Relegation gegen den TuS Lintfort (35:28, 29:24), den Absturz in die Regionalliga zu verhindern. Nebenbei führte er die weibliche A-Jugend des wenig später endgültig aufgelösten TV Lützellinden zum Gewinn der Deutschen Meisterschaft. Diese Spielerinnen waren es auch, die fortan das Gerüst des TV Mainzlar stellten: Acht Akteurinnen waren Mitglieder der A-Jugend-Meistermannschaft. Insgesamt standen zehn ehemalige Lützellinderinnen im Aufgebot, dazu das Trainergespann Gerlach/Weber, das einst mit dem TV Lützellinden den Europapokal der Landesmeister gewann.
Am 26. Januar 2011 zog der TV Mainzlar nach zahlreichen Abgängen von Spielerinnen die Mannschaft aus der 2. Bundesliga Süd zurück.
2014 fusionierte die Handball-Abteilung des TV Mainzlar mit der SG Nordeck-Winnen-Allendorf-Londorf zur HSG Lumdatal. In der Saison 2019/20 gelang der Frauen-Mannschaft der Aufstieg aus der Oberliga in die 3. Liga (Mitte).

## Größte Erfolge
- DHB-Pokal-Sieger 2001
- Finalist im DHB-Pokal 2000
- Halbfinalist im DHB-Pokal 1994, 2004
- Viertelfinalist im City-Cup 1995
- Aufstieg in die 1. Bundesliga 1990
- Aufstieg in die 2. Bundesliga Süd 1988
- Aufstieg in die Regionalliga Südwest 1987
- Aufstieg in die Oberliga Hessen 1986

### Bilanz des TVM im DHB-Pokal (Final Four)
- 1994: Halbfinale: TuS Walle Bremen – TV Mainzlar 32:20; Spiel um Platz 3: TV Lützellinden – TV Mainzlar 31:23.
- 2000: Halbfinale: TV Mainzlar – TV Lützellinden 31:27; Finale: HC Leipzig – TV Mainzlar 30:25.
- 2001: Halbfinale: TV Mainzlar – BV Borussia Dortmund 30:21; Finale: TV Mainzlar – Bayer Leverkusen 45:44 n.S.
- 2004: Halbfinale: 1. FC Nürnberg – TV Mainzlar 41:27; Spiel um Platz 3: HC Leipzig – TV Mainzlar 36:30.

### Bilanz des TVM im Europapokal
- 1994/95: City-Cup, Achtelfinale: TV Mainzlar – Vardar Skopje (MKD) 31:20, 24:24; Viertelfinale: TV Mainzlar – Graničar Đurđevac (CRO) 23:22, 18:21.
- 1995/96: City-Cup, Achtelfinale: TV Mainzlar – Corteblanco Bidebieta San Sebastian (ESP) 24:24, 19:22.
- 2000/01: EC der Pokalsieger, 3. Runde: TV Mainzlar – Handball Femina Vise (BEL) 36:22, 32:26; Achtelfinale: Kuban Krasnodar (RUS) – TV Mainzlar 10:0, 10:0 (kampflos).

## Bundesligabilanz seit 1988/89
| Saison  | Spielklasse       | Platz | Sp. | S  | U | N  | Tore      | Diff. | Punkte  |
| ------- | ----------------- | ----- | --- | -- | - | -- | --------- | ----- | ------- |
| 1988/89 | 2. BL Süd         | 4     | 18  | 11 | 2 | 5  | 351:317   | 34    | 24:12   |
| 1989/90 | 2. BL Süd         | 1     | 22  | 19 | 1 | 2  | 442:317   | 125   | 39:5    |
| 1990/91 | Bundesliga        | 6     | 22  | 8  | 3 | 11 | 471:480   | −9    | 19:25   |
| 1991/92 | Bundesliga Süd    | 4     | 22  | 16 | 0 | 6  | 544:432   | 112   | 32:12   |
| 1992/93 | Bundesliga        | 8     | 24  | 9  | 2 | 13 | 508:494   | 14    | 20:28   |
| 1993/94 | Bundesliga        | 5     | 26  | 15 | 1 | 10 | 596:543   | 53    | 31:21   |
| 1994/95 | Bundesliga        | 4     | 26  | 19 | 1 | 6  | 663:598   | 65    | 39:13   |
| 1995/96 | Bundesliga        | 8     | 26  | 12 | 2 | 12 | 663:662   | 1     | 26:26   |
| 1996/97 | Bundesliga        | 6     | 22  | 10 | 2 | 10 | 581:586   | −5    | 22:22   |
| 1997/98 | Bundesliga        | 7     | 22  | 9  | 2 | 11 | 595:625   | −30   | 20:24   |
| 1998/99 | Bundesliga        | 8     | 22  | 9  | 0 | 13 | 588:611   | −23   | 18:26   |
| 1999/00 | Bundesliga        | 6     | 22  | 11 | 3 | 8  | 567:572   | −5    | 25:19   |
| 2000/01 | Bundesliga        | 7     | 22  | 8  | 3 | 11 | 596:599   | −3    | 19:25   |
| 2001/02 | Bundesliga        | 6     | 26  | 14 | 2 | 10 | 678:662   | 16    | 30:22   |
| 2002/03 | Bundesliga        | 8     | 24  | 12 | 1 | 11 | 628:601   | 27    | 25:23   |
| 2003/04 | Bundesliga        | 11    | 22  | 4  | 1 | 17 | 540:649   | −109  | 9:35    |
| 2004/05 | Bundesliga        | 12    | 21  | 5  | 1 | 15 | 523:594   | −71   | 11:31   |
| 2005/06 | 2. Bundesliga Süd | 12    | 28  | 8  | 4 | 16 | 765:801   | −36   | 20:36   |
| 2006/07 | 2. Bundesliga Süd | 8     | 24  | 10 | 1 | 13 | 648:683   | −35   | 21:27   |
| 2007/08 | 2. Bundesliga Süd | 9     | 22  | 9  | 1 | 12 | 586:619   | −33   | 19:25   |
| 2008/09 | 2. Bundesliga Süd | 10    | 22  | 5  | 1 | 16 | 592:659   | −67   | 11:33   |
| 2009/10 | 2. Bundesliga Süd | 6     | 22  | 9  | 2 | 11 | 636 : 645 | −09   | 20 : 24 |

|  | Aufstieg |
|  | Abstieg  |

## Kader für die Saison 2010/11
| Nr. | Name                  | Nationalität       | Position                 | Geburtsdatum | Größe  | im Verein seit | Letzter Verein            |
| --- | --------------------- | ------------------ | ------------------------ | ------------ | ------ | -------------- | ------------------------- |
| 16  | Meike Tornow          | Deutsche           | Tor                      | 02.04.1990   | 178 cm | 2006           | TV Lützellinden           |
| 25  | Vilma Gainskyte       | Litauerin          | Tor                      | 22.05.1981   | 181 cm | 2009           | FHC Frankfurt/Oder        |
| 4   | Adrijana Atanasoska   | Mazedonierin       | Rechtsaußen              | 06.09.1983   | 167 cm | 2009           | Thüringer HC              |
| 6   | Svenja Spriestersbach | Deutsche           | linker/rechter Rückraum  | 09.10.1981   | 183 cm | 2010           | Buxtehuder SV             |
| 7   | Paraskevi Kazaki      | Deutsche           | Kreis                    | 07.04.1986   | 176 cm | 2010           | AC Ormi-Loux Patras (GRE) |
| 8   | Athina Vasileiadou    | Griechenland       | Rechtsaußen              | 07.02.1986   | 170 cm | 2010           | AC Ormi-Loux Patras (GRE) |
| 9   | Jurate Zilinskaite    | Litauerin          | linker/ rechter Rückraum | 09.01.1988   |        | 2010           | EastConAG, Vilnius (LTU)  |
| 10  | Matilda Atanasoska    | Mazedonierin       | Linksaußen               | 01.12.1984   | 172 cm | 2009           | Thüringer HC              |
| 11  | Vanessa Deuster       | Deutsche           | linker Rückraum          | 26.03.1989   | 176 cm | 2006           | TV Lützellinden           |
| 13  | Sina Katharina Rühl   | Deutsche           | Rückraum Mitte           | 21.01.1992   |        | 2010           | DJK/MJC Trier             |
| 14  | Jennifer Fithian      | Vereinigte Staaten | Rückraum Mitte           | 24.04.1984   |        | 2010           | TV Grenzach               |
| 17  | Agne Zukauskaite      | Litauerin          | linker/rechter Rückraum  | 18.11.1988   | 162 cm | 2010           | TV Nellingen              |
| 19  | Sophia Bepler         | Deutsche           | Linksaußen               | 20.06.1987   | 164 cm | 2006           | TV Lützellinden           |
| 21  | Katharina Wagner      | Deutsche           | Kreis                    | 19.11.1991   | 174 cm | 2009           | TV Lich                   |
| 22  | Desiree Euler         | Deutsche           | rechter Rückraum         | 02.06.1991   | 175 cm | 2009           | TV Lich                   |

### Trainer
- Jürgen Gerlach
- Eckhard Weber (Co-Trainer)

### Abgänge 2010/11
- Ann-Cathrin Giegerich (HSG Sulzbach/Leidersbach)
- Ruta Latakaite (HSG Bad Wildungen)
- Karoline Müller (Ziel unbekannt)
- Eva Tuschen (HSG Kleenheim)
- Nina Hess (HSG Sulzbach/Leidersbach)
- Marina Budecevic
- Laura Schmitt (HSG Sulzbach/Leidersbach)
- Paraskevi Kazaki (TuS Weibern)
- Andrijana Atanasoska (TuS Weibern)
- Matilda Atanasoska (TuS Weibern)

### Neuzugänge 2010/11
- Jennifer Fithian (TV Grenzach)
- Athina Vasileiadou (AC Ormi-Loux Patras (GRE))
- Agne Zukauskaite (TV Nellingen)
- Sina Katharina Rühl (DJK/MJC Trier)
- Paraskevi Kazaki (AC Ormi-Loux Patras (GRE))
- Jurate Zilinskaite (EastConAG, Vilnius (LTU))
- Svenja Spriestersbach (Buxtehuder SV)

## Die Handballer des TV Mainzlar
Die 1. Männermannschaft spielt seit dem Aufstieg 2006 in der hessischen Landesliga Mitte und in der Bezirksoberliga Gießen.